# Podangis dactyloceras
Espèce
Synonymes
- Angorchis dactyloceras (Rchb.f.) Kuntze[1]
- Angraecum forcipatum (Kraenzl.) Engl.[1]
- Listrostachys dactyloceras Rchb.f.[1]
- Listrostachys forcipata Kraenzl.[1]
- Listrostachys saxicola Kraenzl.[1]

Podangis dactyloceras est une espèce de plantes de la famille des Orchidées et du genre Podangis, présente dans de nombreux pays d'Afrique tropicale.